# Informe Coleman
Informe Coleman, fue un controvertido informe publicado en 1966 en el que, su autor James Coleman, afirmaba tras una encuesta de 645 000 niños y niñas de 4000 escuelas de Estados Unidos, que el contexto socioeconómico y el origen étnico, eran categorías determinantes para el aprendizaje y los resultados educativos. Harvard Educational Review ya dedicó en 1973 varios artículos a demostrar sus errores estadísticos y sus negativas consecuencias para la educación y especialmente para la superación de desigualdades. La llamada Black response, liderada por personas académicas y líderes por los derechos civiles ya denunciaron que este informe solo contribuía a hacer más fácil deshacerse de los logros por la igualdad de oportunidades y derechos civiles de los años sesenta. Como han señalado otros artículos científicos, las continuas referencias a ese informe obviando las publicaciones científicas cometen el error de confundir una correlación de variables (tales como el entorno socioeconómico y el éxito educativo), con una relación causal. Son numerosas las publicaciones científicas que demuestran lo contrario que el Informe Coleman, que la educación es el principal recurso de las familias pobres para lograr una mejor vida para sus menores.
- Datos: Q24960568

1. ↑  Coleman, J. et al. «Equality of educational opportunity». U.S. Department of Health, education and welfare.
2. ↑  Edmonds, R. et al. (1973). Harvard Educational Review, 43(1), 76-91. doi:10.17763/haer.43.1.g8n8710253744kp3.
3. ↑  Flecha, R., & Buslon, N. (2016). «50 años después del Informe Coleman. Las actuaciones educativas de éxito sí mejoran los resultados académicos». International Journal of Sociology of Education. doi:10.17583/rise.2016.2087.